# Port-sur-Saône
Port-sur-Saône – miejscowość i gmina we Francji, w regionie Burgundia-Franche-Comté, w departamencie Górna Saona.
Według danych na rok 1990 gminę zamieszkiwało 2521 osób, a gęstość zaludnienia wynosiła 103 osoby/km² (wśród 1786 gmin Franche-Comté Port-sur-Saône plasuje się na 58. miejscu pod względem liczby ludności, natomiast pod względem powierzchni na miejscu 70.).